# European Rugby Challenge Cup 2016/17
Der European Rugby Challenge Cup 2016/17 war die dritte Ausgabe des European Rugby Challenge Cup, des zweitrangigen europäischen Pokalwettbewerbs im Rugby Union. Dieser Wettbewerb war der Nachfolger des von 1996 bis 2014 existierenden European Challenge Cup. Es waren 20 Teams aus acht Ländern beteiligt. Der Wettbewerb begann am 13. Oktober 2016, das Finale fand am 12. Mai 2017 im Murrayfield Stadium in Edinburgh statt. Den Titel gewann das französische Team Stade Français.

## Teilnehmer
Teilnahmeberechtigt waren folgende Teams:
- die fünf Mannschaften der English Premiership zwischen dem 7. und 11. Platz
- der Meister der englischen RFU Championship
- die fünf Mannschaften der französischen Top 14 zwischen dem 8. und 12. Platz
- der Meister und der Erstplatzierte der regulären Saison der französischen Pro D2
- von der Pro12 die verbliebenen fünf Mannschaften aus Italien, Irland, Schottland und Wales, die sich nicht für den European Rugby Champions Cup qualifizieren konnten
- die beiden Gewinner eines Qualifikationswettbewerbs

## Modus
Es gab fünf Gruppen mit je vier Teams. Jedes Team spielte je ein Heim- und ein Auswärtsspiel gegen die drei Gruppengegner. In der Gruppenphase erhielten die Teams:
- vier Punkte für einen Sieg
- zwei Punkte für ein Unentschieden
- einen Bonuspunkt bei vier oder mehr Versuchen
- einen Bonuspunkt bei einer Niederlage mit sieben oder weniger Punkten Differenz

Für das Viertelfinale qualifizierten sich die fünf Gruppensieger (nach Anzahl gewonnener Punkte auf den Plätzen 1–5 klassiert) und die drei besten Gruppenzweiten (auf den Plätzen 6–8 klassiert). Teams auf den Plätzen 1–4 hatten im Viertelfinale Heimrecht. Es spielten der Erste gegen den Achten, der Zweite gegen den Siebten, der Dritte gegen den Sechsten und der Vierte gegen den Fünften. Im Unterschied zum European Challenge Cup nahm keine Mannschaft aus dem European Rugby Champions Cup 2016/17 an der Endrunde teil.

## Qualifikation
Gruppe A und B
|    | Team                   | Spiele | Siege | Unent. | Ndlg. | Spiel- punkte | Diff. | Bonus- punkte | Tabellen- punkte |
| -- | ---------------------- | ------ | ----- | ------ | ----- | ------------- | ----- | ------------- | ---------------- |
| 1. | Rugby Rovigo           | 4      | 3     | 0      | 1     | 136:77        | + 59  | 3             | 15               |
| 2. | Heidelberger Ruderklub | 4      | 3     | 0      | 1     | 109:71        | + 38  | 3             | 15               |
| 3. | Fiamme Oro Rugby       | 4      | 3     | 0      | 1     | 74:51         | + 23  | 0             | 12               |
| 4. | Valladolid RAC         | 4      | 2     | 0      | 2     | 68:46         | + 14  | 1             | 9                |

|    | Team               | Spiele | Siege | Unent. | Ndlg. | Spiel- punkte | Diff. | Bonus- punkte | Tabellen- punkte |
| -- | ------------------ | ------ | ----- | ------ | ----- | ------------- | ----- | ------------- | ---------------- |
| 1. | Timișoara Saracens | 4      | 4     | 0      | 0     | 126:48        | + 78  | 3             | 19               |
| 2. | GD Direito         | 4      | 1     | 0      | 3     | 72:82         | − 10  | 2             | 6                |
| 3. | Mogliano Rugby     | 4      | 0     | 0      | 4     | 49:105        | − 56  | 2             | 2                |
| 4. | Kituro Rugby Club  | 4      | 0     | 0      | 4     | 20:198        | − 178 | 1             | 9                |

| 14. November 2015 14:00 MEZ | Kituro Rugby Club | 6 : 24 | Fiamme Oro Rugby | Plaine Wahis, Brüssel |
| 14. November 2015 14:00 MEZ |                   |        |                  | Plaine Wahis, Brüssel |

| 14. November 2015 15:00 MEZ | Rugby Rovigo | 29 : 9 | GD Direito | Stadio Mario Battaglini, Rovigo |
| 14. November 2015 15:00 MEZ |              |        |            | Stadio Mario Battaglini, Rovigo |

| 21. November 2015 15:00 MEZ | Fiamme Oro Rugby | 19 : 0 | Mogliano Rugby | Caserma Stefano Gelsomini, Rom |
| 21. November 2015 15:00 MEZ |                  |        |                | Caserma Stefano Gelsomini, Rom |

| 21. November 2015 15:00 WEZ | GD Direito | 21 : 24 | Heidelberger Ruderklub | Campo de Monsanto, Lissabon |
| 21. November 2015 15:00 WEZ |            |         |                        | Campo de Monsanto, Lissabon |

| 21. November 2015 16:00 MEZ | Valladolid RAC | 18 : 36 | Timișoara Saracens | Estadio Pepe Rojo, Valladolid |
| 21. November 2015 16:00 MEZ |                |         |                    | Estadio Pepe Rojo, Valladolid |

| 12. Dezember 2015 13:30 OEZ | Timișoara Saracens | 45 : 13 | Rugby Rovigo | Stadionul Dan Păltinișanu, Timișoara |
| 12. Dezember 2015 13:30 OEZ |                    |         |              | Stadionul Dan Păltinișanu, Timișoara |

| 12. Dezember 2015 15:00 MEZ | Fiamme Oro Rugby | 17 : 10 | GD Direito | Caserma Stefano Gelsomini, Rom |
| 12. Dezember 2015 15:00 MEZ |                  |         |            | Caserma Stefano Gelsomini, Rom |

| 12. Dezember 2015 15:00 MEZ | Mogliano Rugby | 26 : 32 | Heidelberger Ruderklub | Stadio Maurizio Quaggia, Mogliano |
| 12. Dezember 2015 15:00 MEZ |                |         |                        | Stadio Maurizio Quaggia, Mogliano |

| 12. Dezember 2015 16:00 MEZ | Valladolid RAC | 62 : 0 | Kituro Rugby Club | Estadio Pepe Rojo, Valladolid |
| 12. Dezember 2015 16:00 MEZ |                |        |                   | Estadio Pepe Rojo, Valladolid |

| 19. Dezember 2015 12:30 OEZ | Timișoara Saracens | 35 : 14 | Fiamme Oro Rugby | Stadionul Dan Păltinișanu, Timișoara |
| 19. Dezember 2015 12:30 OEZ |                    |         |                  | Stadionul Dan Păltinișanu, Timișoara |

| 19. Dezember 2015 14:00 MEZ | Heidelberger Ruderklub | 50 : 14 | Kituro Rugby Club | Sportgelände an der Speyererstraße, Heidelberg |
| 19. Dezember 2015 14:00 MEZ |                        |         |                   | Sportgelände an der Speyererstraße, Heidelberg |

| 19. Dezember 2015 15:00 MEZ | Mogliano Rugby | 10 : 22 | Valladolid RAC | Stadio Maurizio Quaggia, Mogliano |
| 19. Dezember 2015 15:00 MEZ |                |         |                | Stadio Maurizio Quaggia, Mogliano |

| 9. Januar 2016 15:00 OEZ | GD Direito | 22 : 12 | Valladolid RAC | Estádio Nacional, Oeiras |
| 9. Januar 2016 15:00 OEZ |            |         |                | Estádio Nacional, Oeiras |

| 16. Januar 2016 14:00 MEZ | Heidelberger Ruderklub | 3 : 10 | Timișoara Saracens | Sportgelände an der Speyererstraße, Heidelberg |
| 16. Januar 2016 14:00 MEZ |                        |        |                    | Sportgelände an der Speyererstraße, Heidelberg |

| 16. Januar 2016 15:00 MEZ | Rugby Rovigo | 32 : 13 | Mogliano Rugby | Stadio Mario Battaglini, Rovigo |
| 16. Januar 2016 15:00 MEZ |              |         |                | Stadio Mario Battaglini, Rovigo |

| 23. Januar 2016 1 15:00 MEZ | Kituro Rugby Club | 0 : 62 | Rugby Rovigo | Plaine Wahis, Brüssel |
| 23. Januar 2016 1 15:00 MEZ |                   |        |              | Plaine Wahis, Brüssel |

Das Spiel sollte ursprünglich am 21. November 2015 ausgetragen werden. Aufgrund der Terroranschläge in Paris wurde es aus Sicherheitsgründen abgesagt und für ein neues Datum gelegt.
Rugby Europe 1 Play-Off
| 9. April 2016 16:00 MEZ | Rugby Rovigo | 0 : 31 | Jenissei-STM Krasnojarsk | Stadio Comunale Mario Battaglini, Rovigo |
| 9. April 2016 16:00 MEZ |              |        |                          | Stadio Comunale Mario Battaglini, Rovigo |

| 23. April 2016 15:00 MSK | Jenissei-STM Krasnojarsk | 39 : 5 | Rugby Rovigo | Trud-Stadion, Krasnodar |
| 23. April 2016 15:00 MSK |                          |        |              | Trud-Stadion, Krasnodar |

Mit einem Gesamtergebnis von 70:5 qualifizierte sich Jenissei-STM Krasnojarsk.
Rugby Europe 2 Play-Off
| 6. April 2016 15:00 OESZ | Timișoara Saracens | 36 : 23 | Rugby Calvisano | Stadionul Dan Păltinișanu, Timișoara |
| 6. April 2016 15:00 OESZ |                    |         |                 | Stadionul Dan Păltinișanu, Timișoara |

| 23. April 2016 16:00 MESZ | Rugby Calvisano | 17 : 28 | Timișoara Saracens | Centro Sportivo San Michele, Calvisano |
| 23. April 2016 16:00 MESZ |                 |         |                    | Centro Sportivo San Michele, Calvisano |

Mit einem Gesamtergebnis von 64:40 qualifizierten sich die Timișoara Saracens.

## Auslosung
Die Teilnehmer wurden am 29. Juni 2016 im Stade de la Maladière in Neuchâtel den Vorrundengruppen zugelost. Die Setzreihenfolge basierte auf der Leistung in den jeweiligen Meisterschaften.
| Topf 1 | Harlequins       | Cardiff Blues                | CA Brive          | Ospreys                  | Stade Rochelais    |
| Topf 2 | Gloucester Rugby | Bath Rugby                   | Edinburgh Rugby   | FC Grenoble              | Worcester Warriors |
| Topf 3 | Section Paloise  | Newport Gwent Dragons        | Newcastle Falcons | Benetton Rugby Treviso   | Stade Français     |
| Topf 4 | Bristol Rugby    | Lyon Olympique Universitaire | Aviron Bayonnais  | Jenissei-STM Krasnojarsk | Timișoara Saracens |

## Gruppenphase

### Gruppe 1
|    | Team                   | Spiele | Siege | Unent. | Ndlg. | Spiel- punkte | Diff. | Bonus- punkte | Tabellen- punkte |
| -- | ---------------------- | ------ | ----- | ------ | ----- | ------------- | ----- | ------------- | ---------------- |
| 1. | Gloucester Rugby       | 6      | 5     | 0      | 1     | 237:110       | + 127 | 5             | 25               |
| 2. | Stade Rochelais        | 6      | 5     | 0      | 1     | 203:104       | + 99  | 4             | 24               |
| 3. | Benetton Rugby Treviso | 6      | 2     | 0      | 4     | 75:182        | − 107 | 0             | 8                |
| 4. | Aviron Bayonnais       | 6      | 0     | 0      | 6     | 116:235       | − 119 | 1             | 1                |

| 15. Oktober 2016 15:00 MESZ | Benetton Rugby Treviso | 10 : 41 | Stade Rochelais | Stadio Comunale di Monigo, Treviso Zuschauer: 1.900 Schiedsrichter: Greg Garner (England) |
| 15. Oktober 2016 15:00 MESZ | (3:13) Bericht         |         |                 | Stadio Comunale di Monigo, Treviso Zuschauer: 1.900 Schiedsrichter: Greg Garner (England) |

| 15. Oktober 2016 17:00 MESZ | Aviron Bayonnais | 27 : 47 | Gloucester Rugby | Stade Jean-Dauger, Bayonne Zuschauer: 5.005 Schiedsrichter: Gary Conway (Irland) |
| 15. Oktober 2016 17:00 MESZ | (20:29) Bericht  |         |                  | Stade Jean-Dauger, Bayonne Zuschauer: 5.005 Schiedsrichter: Gary Conway (Irland) |

| 20. Oktober 2016 20:45 MESZ | Stade Rochelais | 51 : 24 | Aviron Bayonnais | Stade Marcel-Deflandre, La Rochelle Zuschauer: 14.634 Schiedsrichter: Matthew Carley (England) |
| 20. Oktober 2016 20:45 MESZ | (36:10) Bericht |         |                  | Stade Marcel-Deflandre, La Rochelle Zuschauer: 14.634 Schiedsrichter: Matthew Carley (England) |

| 22. Oktober 2016 15:00 WESZ | Gloucester Rugby | 37 : 8 | Benetton Rugby Treviso | Kingsholm Stadium, Gloucester Zuschauer: 9.618 Schiedsrichter: Dudley Phillips (Irland) |
| 22. Oktober 2016 15:00 WESZ | (20:3) Bericht   |        |                        | Kingsholm Stadium, Gloucester Zuschauer: 9.618 Schiedsrichter: Dudley Phillips (Irland) |

| 8. Dezember 2016 19:45 WEZ | Gloucester Rugby | 35 : 14 | Stade Rochelais | Kingsholm Stadium, Gloucester Zuschauer: 9.278 Schiedsrichter: Andrew Brace (Irland) |
| 8. Dezember 2016 19:45 WEZ | (22:7) Bericht   |         |                 | Kingsholm Stadium, Gloucester Zuschauer: 9.278 Schiedsrichter: Andrew Brace (Irland) |

| 9. Dezember 2016 20:00 MEZ | Aviron Bayonnais | 15 : 28 | Benetton Rugby Treviso | Stade Jean-Dauger, Bayonne Zuschauer: 2.200 Schiedsrichter: Tom Foley (England) |
| 9. Dezember 2016 20:00 MEZ | (3:16) Bericht   |         |                        | Stade Jean-Dauger, Bayonne Zuschauer: 2.200 Schiedsrichter: Tom Foley (England) |

| 17. Dezember 2016 15:00 MEZ | Benetton Rugby Treviso | 21 : 17 | Aviron Bayonnais | Stadio Comunale di Monigo, Treviso Zuschauer: 1.500 Schiedsrichter: Craig Maxwell-Keys (England) |
| 17. Dezember 2016 15:00 MEZ | (21:10) Bericht        |         |                  | Stadio Comunale di Monigo, Treviso Zuschauer: 1.500 Schiedsrichter: Craig Maxwell-Keys (England) |

| 17. Dezember 2016 20:45 MEZ | Stade Rochelais | 42 : 13 | Gloucester Rugby | Stade Marcel-Deflandre, La Rochelle Zuschauer: 14.153 Schiedsrichter: Ian Davies (Wales) |
| 17. Dezember 2016 20:45 MEZ | (23:6) Bericht  |         |                  | Stade Marcel-Deflandre, La Rochelle Zuschauer: 14.153 Schiedsrichter: Ian Davies (Wales) |

| 12. Januar 2017 20:45 MEZ | Aviron Bayonnais | 14 : 24 | Stade Rochelais | Stade Jean-Dauger, Bayonne Zuschauer: 1.498 Schiedsrichter: Dudley Phillips (Irland) |
| 12. Januar 2017 20:45 MEZ | (9:17) Bericht   |         |                 | Stade Jean-Dauger, Bayonne Zuschauer: 1.498 Schiedsrichter: Dudley Phillips (Irland) |

| 14. Januar 2017 1 15:00 MEZ | Benetton Rugby Treviso | 0 : 41 | Gloucester Rugby | Centro Sportivo La Ghirada, Treviso Zuschauer: 700 Schiedsrichter: Thomas Charabas (Frankreich) |
| 14. Januar 2017 1 15:00 MEZ | (0:17) Bericht         |        |                  | Centro Sportivo La Ghirada, Treviso Zuschauer: 700 Schiedsrichter: Thomas Charabas (Frankreich) |

| 21. Januar 2017 20:00 WEZ | Gloucester Rugby | 64 : 19 | Aviron Bayonnais | Kingsholm Stadium, Gloucester Zuschauer: 9.265 Schiedsrichter: Lloyd Linton (Schottland) |
| 21. Januar 2017 20:00 WEZ | (33:12) Bericht  |         |                  | Kingsholm Stadium, Gloucester Zuschauer: 9.265 Schiedsrichter: Lloyd Linton (Schottland) |

| 21. Januar 2017 21:00 MEZ | Stade Rochelais | 31 : 8 | Benetton Rugby Treviso | Stade Marcel-Deflandre, La Rochelle Zuschauer: 13.123 Schiedsrichter: Ian Tempest (Irland) |
| 21. Januar 2017 21:00 MEZ | (0:8) Bericht   |        |                        | Stade Marcel-Deflandre, La Rochelle Zuschauer: 13.123 Schiedsrichter: Ian Tempest (Irland) |

### Gruppe 2
|    | Team                         | Spiele | Siege | Unent. | Ndlg. | Spiel- punkte | Diff. | Bonus- punkte | Tabellen- punkte |
| -- | ---------------------------- | ------ | ----- | ------ | ----- | ------------- | ----- | ------------- | ---------------- |
| 1. | Ospreys                      | 6      | 6     | 0      | 0     | 279:51        | + 228 | 6             | 30               |
| 2. | Lyon Olympique Universitaire | 6      | 3     | 0      | 3     | 187:164       | + 23  | 4             | 16               |
| 3. | Newcastle Falcons            | 6      | 2     | 0      | 4     | 158:180       | − 22  | 4             | 12               |
| 4. | FC Grenoble                  | 6      | 1     | 0      | 5     | 74:303        | − 229 | 1             | 5                |

| 14. Oktober 2016 19:30 MESZ | FC Grenoble     | 13 : 39 | Lyon Olympique Universitaire | Stade des Alpes, Grenoble Zuschauer: 7.003 Schiedsrichter: Dudley Phillips (Irland) |
| 14. Oktober 2016 19:30 MESZ | (13:16) Bericht |         |                              | Stade des Alpes, Grenoble Zuschauer: 7.003 Schiedsrichter: Dudley Phillips (Irland) |

| 14. Oktober 2016 19:05 WESZ | Ospreys        | 45 : 0 | Newcastle Falcons | Liberty Stadium, Swansea Zuschauer: 7.352 Schiedsrichter: David Wilkinson (Irland) |
| 14. Oktober 2016 19:05 WESZ | (19:0) Bericht |        |                   | Liberty Stadium, Swansea Zuschauer: 7.352 Schiedsrichter: David Wilkinson (Irland) |

| 22. Oktober 2016 20:45 MESZ | Lyon Olympique Universitaire | 13 : 31 | Ospreys | Matmut Stadium, Vénissieux Zuschauer: 8.638 Schiedsrichter: Andrew Brace (Irland) |
| 22. Oktober 2016 20:45 MESZ | (3:17) Bericht               |         |         | Matmut Stadium, Vénissieux Zuschauer: 8.638 Schiedsrichter: Andrew Brace (Irland) |

| 23. Oktober 2016 15:00 WESZ | Newcastle Falcons | 50 : 7 | FC Grenoble | Kingston Park, Newcastle upon Tyne Zuschauer: 3.390 Schiedsrichter: Lloyd Linton (Schottland) |
| 23. Oktober 2016 15:00 WESZ | (28:0) Bericht    |        |             | Kingston Park, Newcastle upon Tyne Zuschauer: 3.390 Schiedsrichter: Lloyd Linton (Schottland) |

| 8. Dezember 2016 18:30 MEZ | Lyon Olympique Universitaire | 42 : 12 | Newcastle Falcons | Matmut Stadium, Vénissieux Zuschauer: 8.892 Schiedsrichter: David Wilkinson (Irland) |
| 8. Dezember 2016 18:30 MEZ | (21:5) Bericht               |         |                   | Matmut Stadium, Vénissieux Zuschauer: 8.892 Schiedsrichter: David Wilkinson (Irland) |

| 9. Dezember 2016 1 18:00 MEZ | FC Grenoble    | 7 : 59 | Ospreys | Stade des Alpes, Grenoble Zuschauer: 6.754 Schiedsrichter: Marius Mitrea (Italien) |
| 9. Dezember 2016 1 18:00 MEZ | (7:28) Bericht |        |         | Stade des Alpes, Grenoble Zuschauer: 6.754 Schiedsrichter: Marius Mitrea (Italien) |

| 17. Dezember 2016 15:00 WEZ | Ospreys        | 71 : 3 | FC Grenoble | Liberty Stadium, Swansea Zuschauer: 7.039 Schiedsrichter: Luke Pearce (England) |
| 17. Dezember 2016 15:00 WEZ | (33:3) Bericht |        |             | Liberty Stadium, Swansea Zuschauer: 7.039 Schiedsrichter: Luke Pearce (England) |

| 18. Dezember 2016 15:00 WEZ | Newcastle Falcons | 48 : 29 | Lyon Olympique Universitaire | Kingston Park, Newcastle upon Tyne Zuschauer: 3.507 Schiedsrichter: Gary Conway (Irland) |
| 18. Dezember 2016 15:00 WEZ | (34:10) Bericht   |         |                              | Kingston Park, Newcastle upon Tyne Zuschauer: 3.507 Schiedsrichter: Gary Conway (Irland) |

| 13. Januar 2017 19:00 MEZ | FC Grenoble    | 31 : 27 | Newcastle Falcons | Stade des Alpes, Grenoble Zuschauer: 6.850 Schiedsrichter: Vlad Iordăchescu (Rumänien) |
| 13. Januar 2017 19:00 MEZ | (7:10) Bericht |         |                   | Stade des Alpes, Grenoble Zuschauer: 6.850 Schiedsrichter: Vlad Iordăchescu (Rumänien) |

| 15. Januar 2017 15:00 WEZ | Ospreys        | 47 : 7 | Lyon Olympique Universitaire | Liberty Stadium, Swansea Zuschauer: 6.986 Schiedsrichter: Craig Maxwell-Keys (England) |
| 15. Januar 2017 15:00 WEZ | (12:7) Bericht |        |                              | Liberty Stadium, Swansea Zuschauer: 6.986 Schiedsrichter: Craig Maxwell-Keys (England) |

| 21. Januar 2017 17:00 WEZ | Newcastle Falcons | 21 : 26 | Ospreys | Kingston Park, Newcastle upon Tyne Zuschauer: 3.551 Schiedsrichter: Alexandre Ruiz (Frankreich) |
| 21. Januar 2017 17:00 WEZ | (21:7) Bericht    |         |         | Kingston Park, Newcastle upon Tyne Zuschauer: 3.551 Schiedsrichter: Alexandre Ruiz (Frankreich) |

| 21. Januar 2017 18:00 MEZ | Lyon Olympique Universitaire | 57 : 13 | FC Grenoble | Matmut Stadium, Vénissieux Zuschauer: 12.080 Schiedsrichter: Sean Gallagher (Irland) |
| 21. Januar 2017 18:00 MEZ | (26:13) Bericht              |         |             | Matmut Stadium, Vénissieux Zuschauer: 12.080 Schiedsrichter: Sean Gallagher (Irland) |

### Gruppe 3
|    | Team                     | Spiele | Siege | Unent. | Ndlg. | Spiel- punkte | Diff. | Bonus- punkte | Tabellen- punkte |
| -- | ------------------------ | ------ | ----- | ------ | ----- | ------------- | ----- | ------------- | ---------------- |
| 1. | CA Brive                 | 6      | 5     | 0      | 1     | 175:120       | + 55  | 3             | 23               |
| 2. | Newport Gwent Dragons    | 6      | 3     | 0      | 3     | 150:140       | + 10  | 2             | 14               |
| 3. | Worcester Warriors       | 6      | 2     | 0      | 4     | 147:117       | + 30  | 5             | 13               |
| 4. | Jenissei-STM Krasnojarsk | 6      | 2     | 0      | 4     | 107:202       | − 95  | 1             | 9                |

| 14. Oktober 2016 19:30 WESZ | Newport Gwent Dragons | 37 : 16 | CA Brive | Rodney Parade, Newport Zuschauer: 4.126 Schiedsrichter: Craig Maxwell-Keys (England) |
| 14. Oktober 2016 19:30 WESZ | (13:13) Bericht       |         |          | Rodney Parade, Newport Zuschauer: 4.126 Schiedsrichter: Craig Maxwell-Keys (England) |

| 15. Oktober 2016 15:00 MSK | Jenissei-STM Krasnojarsk | 19 : 12 | Worcester Warriors | Slawa-Stadion, Moskau Zuschauer: 1.000 Schiedsrichter: Marius Mitrea (Italien) |
| 15. Oktober 2016 15:00 MSK | (10:7) Bericht           |         |                    | Slawa-Stadion, Moskau Zuschauer: 1.000 Schiedsrichter: Marius Mitrea (Italien) |

| 22. Oktober 2016 15:00 WESZ | Worcester Warriors | 24 : 25 | CA Brive | Sixways Stadium, Worcester Zuschauer: 7.209 Schiedsrichter: Gary Conway (Irland) |
| 22. Oktober 2016 15:00 WESZ | (7:10) Bericht     |         |          | Sixways Stadium, Worcester Zuschauer: 7.209 Schiedsrichter: Gary Conway (Irland) |

| 22. Oktober 2016 15:00 KRAT | Jenissei-STM Krasnojarsk | 38 : 18 | Newport Gwent Dragons | Trud-Stadion, Tomsk Zuschauer: 1.500 Schiedsrichter: Vlad Iordăchescu (Rumänien) |
| 22. Oktober 2016 15:00 KRAT | (17:12) Bericht          |         |                       | Trud-Stadion, Tomsk Zuschauer: 1.500 Schiedsrichter: Vlad Iordăchescu (Rumänien) |

| 10. Dezember 2016 15:00 MSK | Jenissei-STM Krasnojarsk | 8 : 43 | CA Brive | Slawa-Metreweli-Zentralstadion, Sotschi Zuschauer: 300 Schiedsrichter: Ian Tempest (England) |
| 10. Dezember 2016 15:00 MSK | (8:26) Bericht           |        |          | Slawa-Metreweli-Zentralstadion, Sotschi Zuschauer: 300 Schiedsrichter: Ian Tempest (England) |

| 10. Dezember 2016 15:00 WEZ | Worcester Warriors | 33 : 20 | Newport Gwent Dragons | Sixways Stadium, Worcester Zuschauer: 7.168 Schiedsrichter: Thomas Charabas (Frankreich) |
| 10. Dezember 2016 15:00 WEZ | (7:6) Bericht      |         |                       | Sixways Stadium, Worcester Zuschauer: 7.168 Schiedsrichter: Thomas Charabas (Frankreich) |

| 16. Dezember 2016 19:00 MEZ | CA Brive       | 38 : 18 | Jenissei-STM Krasnojarsk | Stade Amédée-Domenech, Brive-la-Gaillarde Zuschauer: 4.000 Schiedsrichter: Tom Foley (England) |
| 16. Dezember 2016 19:00 MEZ | (21:6) Bericht |         |                          | Stade Amédée-Domenech, Brive-la-Gaillarde Zuschauer: 4.000 Schiedsrichter: Tom Foley (England) |

| 16. Dezember 2016 19:30 WEZ | Newport Gwent Dragons | 22 : 7 | Worcester Warriors | Rodney Parade, Newport Zuschauer: 4.096 Schiedsrichter: David Wilkinson (Irland) |
| 16. Dezember 2016 19:30 WEZ | (10:7) Bericht        |        |                    | Rodney Parade, Newport Zuschauer: 4.096 Schiedsrichter: David Wilkinson (Irland) |

| 13. Januar 2017 19:30 WEZ | Newport Gwent Dragons | 34 : 10 | Jenissei-STM Krasnojarsk | Rodney Parade, Newport Zuschauer: 3.544 Schiedsrichter: Frank Murphy (Irland) |
| 13. Januar 2017 19:30 WEZ | (13:0) Bericht        |         |                          | Rodney Parade, Newport Zuschauer: 3.544 Schiedsrichter: Frank Murphy (Irland) |

| 14. Januar 2017 21:00 MEZ | CA Brive      | 17 : 14 | Worcester Warriors | Stade Amédée-Domenech, Brive-la-Gaillarde Zuschauer: 2.500 Schiedsrichter: Ian Davies (Wales) |
| 14. Januar 2017 21:00 MEZ | (0:7) Bericht |         |                    | Stade Amédée-Domenech, Brive-la-Gaillarde Zuschauer: 2.500 Schiedsrichter: Ian Davies (Wales) |

| 21. Januar 2017 14:00 WEZ | Worcester Warriors | 57 : 14 | Jenissei-STM Krasnojarsk | Sixways Stadium, Worcester Zuschauer: 6.097 Schiedsrichter: Daniel Jones (Wales) |
| 21. Januar 2017 14:00 WEZ | (35:7) Bericht     |         |                          | Sixways Stadium, Worcester Zuschauer: 6.097 Schiedsrichter: Daniel Jones (Wales) |

| 21. Januar 2017 15:00 MEZ | CA Brive        | 36 : 19 | Newport Gwent Dragons | Stade Amédée-Domenech, Brive-la-Gaillarde Zuschauer: 5.000 Schiedsrichter: Craig Maxwell-Keys (England) |
| 21. Januar 2017 15:00 MEZ | (22:14) Bericht |         |                       | Stade Amédée-Domenech, Brive-la-Gaillarde Zuschauer: 5.000 Schiedsrichter: Craig Maxwell-Keys (England) |

### Gruppe 4
|    | Team            | Spiele | Siege | Unent. | Ndlg. | Spiel- punkte | Diff. | Bonus- punkte | Tabellen- punkte |
| -- | --------------- | ------ | ----- | ------ | ----- | ------------- | ----- | ------------- | ---------------- |
| 1. | Bath Rugby      | 6      | 5     | 0      | 1     | 214:91        | + 123 | 3             | 23               |
| 2. | Cardiff Blues   | 6      | 5     | 0      | 1     | 150:115       | + 35  | 2             | 22               |
| 3. | Bristol Rugby   | 6      | 2     | 0      | 4     | 138:181       | − 43  | 2             | 10               |
| 4. | Section Paloise | 6      | 0     | 0      | 6     | 97:212        | − 115 | 2             | 2                |

| 14. Oktober 2016 19:45 WESZ | Bristol Rugby   | 20 : 33 | Cardiff Blues | Ashton Gate Stadium, Bristol Zuschauer: 8.289 Schiedsrichter: Pascal Gaüzère (Frankreich) |
| 14. Oktober 2016 19:45 WESZ | (13:21) Bericht |         |               | Ashton Gate Stadium, Bristol Zuschauer: 8.289 Schiedsrichter: Pascal Gaüzère (Frankreich) |

| 15. Oktober 2016 20:45 MESZ | Section Paloise | 22 : 25 | Bath Rugby | Stade du Hameau, Pau Zuschauer: 9.212 Schiedsrichter: Ian Davies (Wales) |
| 15. Oktober 2016 20:45 MESZ | (14:6) Bericht  |         |            | Stade du Hameau, Pau Zuschauer: 9.212 Schiedsrichter: Ian Davies (Wales) |

| 20. Oktober 2016 20:45 WESZ | Bath Rugby     | 22 : 6 | Bristol Rugby | Recreation Ground, Bath Zuschauer: 13.257 Schiedsrichter: David Wilkinson (Wales) |
| 20. Oktober 2016 20:45 WESZ | (12:3) Bericht |        |               | Recreation Ground, Bath Zuschauer: 13.257 Schiedsrichter: David Wilkinson (Wales) |

| 21. Oktober 2016 19:15 WESZ | Cardiff Blues  | 27 : 12 | Section Paloise | Cardiff Arms Park, Cardiff Zuschauer: 6.960 Schiedsrichter: JP Doyle (England) |
| 21. Oktober 2016 19:15 WESZ | (13:5) Bericht |         |                 | Cardiff Arms Park, Cardiff Zuschauer: 6.960 Schiedsrichter: JP Doyle (England) |

| 10. Dezember 2016 14:30 WEZ | Cardiff Blues | 28 : 3 | Bath Rugby | Cardiff Arms Park, Cardiff Zuschauer: 7.569 Schiedsrichter: George Clancy (Irland) |
| 10. Dezember 2016 14:30 WEZ | (9:3) Bericht |        |            | Cardiff Arms Park, Cardiff Zuschauer: 7.569 Schiedsrichter: George Clancy (Irland) |

| 11. Dezember 2016 15:00 WEZ | Bristol Rugby  | 41 : 14 | Section Paloise | Ashton Gate Stadium, Bristol Zuschauer: 7.559 Schiedsrichter: Dudley Phillips (Irland) |
| 11. Dezember 2016 15:00 WEZ | (22:7) Bericht |         |                 | Ashton Gate Stadium, Bristol Zuschauer: 7.559 Schiedsrichter: Dudley Phillips (Irland) |

| 15. Dezember 2016 19:45 WEZ | Bath Rugby     | 38 : 3 | Cardiff Blues | Recreation Ground, Bath Zuschauer: 12.556 Schiedsrichter: Alexandre Ruiz (Frankreich) |
| 15. Dezember 2016 19:45 WEZ | (10:3) Bericht |        |               | Recreation Ground, Bath Zuschauer: 12.556 Schiedsrichter: Alexandre Ruiz (Frankreich) |

| 15. Dezember 2016 20:00 MEZ | Section Paloise | 18 : 28 | Bristol Rugby | Stade du Hameau, Pau Zuschauer: 8.373 Schiedsrichter: Lloyd Linton (Schottland) |
| 15. Dezember 2016 20:00 MEZ | (18:14) Bericht |         |               | Stade du Hameau, Pau Zuschauer: 8.373 Schiedsrichter: Lloyd Linton (Schottland) |

| 13. Januar 2017 19:45 WEZ | Bristol Rugby   | 22 : 57 | Bath Rugby | Ashton Gate Stadium, Bristol Zuschauer: 13.140 Schiedsrichter: Marius Mitrea (Frankreich) |
| 13. Januar 2017 19:45 WEZ | (10:38) Bericht |         |            | Ashton Gate Stadium, Bristol Zuschauer: 13.140 Schiedsrichter: Marius Mitrea (Frankreich) |

| 14. Januar 2017 18:30 MEZ | Section Paloise | 21 : 22 | Cardiff Blues | Stade du Hameau, Pau Zuschauer: 6.050 Schiedsrichter: Gary Conway (Irland) |
| 14. Januar 2017 18:30 MEZ | (14:6) Bericht  |         |               | Stade du Hameau, Pau Zuschauer: 6.050 Schiedsrichter: Gary Conway (Irland) |

| 21. Januar 2017 15:00 WEZ | Bath Rugby     | 69 : 10 | Section Paloise | Recreation Ground, Bath Zuschauer: 12.080 Schiedsrichter: Ben Whitehouse (Wales) |
| 21. Januar 2017 15:00 WEZ | (29:3) Bericht |         |                 | Recreation Ground, Bath Zuschauer: 12.080 Schiedsrichter: Ben Whitehouse (Wales) |

| 21. Januar 2017 15:00 WEZ | Cardiff Blues   | 37 : 21 | Bristol Rugby | Cardiff Arms Park, Cardiff Zuschauer: 7.223 Schiedsrichter: Mike Adamson (Schottland) |
| 21. Januar 2017 15:00 WEZ | (15:14) Bericht |         |               | Cardiff Arms Park, Cardiff Zuschauer: 7.223 Schiedsrichter: Mike Adamson (Schottland) |

### Gruppe 5
|    | Team               | Spiele | Siege | Unent. | Ndlg. | Spiel- punkte | Diff. | Bonus- punkte | Tabellen- punkte |
| -- | ------------------ | ------ | ----- | ------ | ----- | ------------- | ----- | ------------- | ---------------- |
| 1. | Edinburgh Rugby    | 6      | 5     | 0      | 1     | 215:122       | + 93  | 4             | 24               |
| 2. | Stade Français     | 6      | 4     | 0      | 2     | 152:108       | + 44  | 4             | 20               |
| 3. | Harlequins         | 6      | 3     | 0      | 3     | 230:113       | + 117 | 6             | 18               |
| 4. | Timișoara Saracens | 6      | 0     | 0      | 6     | 26:280        | − 254 | 0             | 0                |

| 13. Oktober 2016 19:45 WESZ | Harlequins     | 43 : 21 | Stade Français | The Stoop, London Zuschauer: 11.820 Schiedsrichter: Ben Whitehouse (Wales) |
| 13. Oktober 2016 19:45 WESZ | (31:7) Bericht |         |                | The Stoop, London Zuschauer: 11.820 Schiedsrichter: Ben Whitehouse (Wales) |

| 15. Oktober 2016 15:00 OESZ | Timișoara Saracens | 17 : 59 | Edinburgh Rugby | Stadionul Dan Păltinișanu, Timișoara Zuschauer: 3.500 Schiedsrichter: Ian Tempest (England) |
| 15. Oktober 2016 15:00 OESZ | (10:45) Bericht    |         |                 | Stadionul Dan Păltinișanu, Timișoara Zuschauer: 3.500 Schiedsrichter: Ian Tempest (England) |

| 20. Oktober 2016 20:00 MESZ | Stade Français | 27 : 0 | Timișoara Saracens | Stade Jean-Bouin, Paris Zuschauer: 6.511 Schiedsrichter: Tom Foley (England) |
| 20. Oktober 2016 20:00 MESZ | (22:0) Bericht |        |                    | Stade Jean-Bouin, Paris Zuschauer: 6.511 Schiedsrichter: Tom Foley (England) |

| 22. Oktober 2016 15:15 WESZ | Edinburgh Rugby | 36 : 35 | Harlequins | Murrayfield Stadium, Edinburgh Zuschauer: 5.326 Schiedsrichter: Romain Poite (Frankreich) |
| 22. Oktober 2016 15:15 WESZ | (31:14) Bericht |         |            | Murrayfield Stadium, Edinburgh Zuschauer: 5.326 Schiedsrichter: Romain Poite (Frankreich) |

| 10. Dezember 2016 15:00 OEZ | Timișoara Saracens | 3 : 42 | Harlequins | Stadionul Dan Păltinișanu, Timișoara Zuschauer: 500 Schiedsrichter: Lloyd Linton (Schottland) |
| 10. Dezember 2016 15:00 OEZ | (3:21) Bericht     |        |            | Stadionul Dan Păltinișanu, Timișoara Zuschauer: 500 Schiedsrichter: Lloyd Linton (Schottland) |

| 10. Dezember 2016 19:45 WEZ | Edinburgh Rugby | 28 : 23 | Stade Français | Murrayfield Stadium, Edinburgh Zuschauer: 4.055 Schiedsrichter: Craig Maxwell-Keys (England) |
| 10. Dezember 2016 19:45 WEZ | (3:20) Bericht  |         |                | Murrayfield Stadium, Edinburgh Zuschauer: 4.055 Schiedsrichter: Craig Maxwell-Keys (England) |

| 15. Dezember 2016 20:45 MEZ | Stade Français | 26 : 20 | Edinburgh Rugby | Stade Jean-Bouin, Paris Zuschauer: 7.347 Schiedsrichter: Dudley Phillips (Irland) |
| 15. Dezember 2016 20:45 MEZ | (26:3) Bericht |         |                 | Stade Jean-Bouin, Paris Zuschauer: 7.347 Schiedsrichter: Dudley Phillips (Irland) |

| 17. Dezember 2016 15:00 WEZ | Harlequins     | 75 : 3 | Timișoara Saracens | The Stoop, London Zuschauer: 9.642 Schiedsrichter: Thomas Charabas (Frankreich) |
| 17. Dezember 2016 15:00 WEZ | (35:0) Bericht |        |                    | The Stoop, London Zuschauer: 9.642 Schiedsrichter: Thomas Charabas (Frankreich) |

| 14. Januar 2017 14:00 OEZ | Timișoara Saracens | abgesagt 1 | Stade Français | Stadionul Dan Păltinișanu, Timișoara |
| 14. Januar 2017 14:00 OEZ |                    |            |                | Stadionul Dan Păltinișanu, Timișoara |

| 14. Januar 2017 15:00 WEZ | Harlequins     | 18 : 23 | Edinburgh Rugby | The Stoop, London Zuschauer: 8.230 Schiedsrichter: David Wilkinson (Irland) |
| 14. Januar 2017 15:00 WEZ | (6:13) Bericht |         |                 | The Stoop, London Zuschauer: 8.230 Schiedsrichter: David Wilkinson (Irland) |

| 20. Januar 2017 19:35 WEZ | Edinburgh Rugby | 49 : 3 | Timișoara Saracens | Murrayfield Stadium, Edinburgh Zuschauer: 5.235 Schiedsrichter: Adam Jones (Wales) |
| 20. Januar 2017 19:35 WEZ | (28:0) Bericht  |        |                    | Murrayfield Stadium, Edinburgh Zuschauer: 5.235 Schiedsrichter: Adam Jones (Wales) |

| 22. Januar 2017 14:00 MEZ | Stade Français | 27 : 17 | Harlequins | Stade Jean-Bouin, Paris Zuschauer: 7.330 Schiedsrichter: George Clancy (Irland) |
| 22. Januar 2017 14:00 MEZ | (17:5) Bericht |         |            | Stade Jean-Bouin, Paris Zuschauer: 7.330 Schiedsrichter: George Clancy (Irland) |

## K.-o.-Runde

### Setzliste
Nach der Gruppenphase trafen die fünf Gruppensieger sowie die drei besten Gruppenzweiten aufeinander.
1. Ospreys
2. Gloucester Rugby
3. Edinburgh Rugby
4. Bath Rugby
5. CA Brive
6. Stade Rochelais
7. Cardiff Blues
8. Stade Français

### Viertelfinale
| 31. März 2017 20:00 WESZ | Edinburgh Rugby | 22 : 32         | Stade Rochelais | Murrayfield Stadium, Edinburgh Zuschauer: 5.489 Schiedsrichter: Luke Pearce (England) |
| 31. März 2017 20:00 WESZ | Versuche: Burleigh 19. erh. Ford 39. n.erh. Watson 36. erh. Erhöhungen: Tovey (1/2) Hidalgo-Clyne (1/1) Straftritte: Weir (1/1) 65. | (12:26) Bericht | Versuche: Maurouard 5. erh., 11. erh. Retière 24. n.erh. Barry 35. erh. Erhöhungen: James (3/4) Straftritte: James (2/3) 69., 79. | Murrayfield Stadium, Edinburgh Zuschauer: 5.489 Schiedsrichter: Luke Pearce (England) |

| 1. April 2017 12:45 WESZ | Bath Rugby | 34 : 20        | CA Brive                                                                                             | Recreation Ground, Bath Zuschauer: 11.677 Schiedsrichter: Marius Mitrea (Italien) |
| 1. April 2017 12:45 WESZ | Versuche: Faletau 21. erh., 43. erh. Horner 27. n.erh. Rokoduguni 31. n.erh., 75. erh. Erhöhungen: Priestland (3/5) Straftritte: Priestland (1/1) 9. | (20:6) Bericht | Versuche: Sanconnie 49. erh., 55. erh. Erhöhungen: Germain (2/2) Straftritte: Germain (2/2) 14., 19. | Recreation Ground, Bath Zuschauer: 11.677 Schiedsrichter: Marius Mitrea (Italien) |

| 1. April 2017 20:05 WESZ | Gloucester Rugby | 46 : 26         | Cardiff Blues | Kingsholm Stadium, Gloucester Zuschauer: 11.206 Schiedsrichter: Pascal Gaüzère (Frankreich) |
| 1. April 2017 20:05 WESZ | Versuche: Moriarty 10. erh. Marshall 25., 58. May 54. erh. Atkinson 65. erh. Purdy 78. n.erh. Erhöhungen: Burns (1/1) Twelvetrees (4/5) Straftritte: Burns (1/1) 17. Twelvetrees (1/1) 23. | (20:23) Bericht | Versuche: Cuthbert 4. erh., 34. erh. Erhöhungen: Shingler (2/2) Straftritte: Shingler (3/3) 14., 21., 49. Dropgoals: Anscombe (1/1) 39. | Kingsholm Stadium, Gloucester Zuschauer: 11.206 Schiedsrichter: Pascal Gaüzère (Frankreich) |

| 2. April 2017 17:45 WESZ | Ospreys | 21 : 25       | Stade Français | Liberty Stadium, Swansea Zuschauer: 12.127 Schiedsrichter: Matthew Carley (England) |
| 2. April 2017 17:45 WESZ | Versuche: Matavesi 46. n.erh. Ardron 75. erh. Erhöhungen: Biggar (1/2) Straftritte: Biggar (3/4) 12., 32., 52. | (6:8) Bericht | Versuche: Schwania 29. n.erh. Lakafia 53. erh. Arias 58. erh. Erhöhungen: Plisson (2/3) Straftritte: Plisson (2/3) 27., 43. | Liberty Stadium, Swansea Zuschauer: 12.127 Schiedsrichter: Matthew Carley (England) |

### Halbfinale
| 22. April 2017 21:00 MESZ | Stade Rochelais                                                         | 14 : 16       | Gloucester Rugby                                                                       | Stade Marcel-Deflandre, La Rochelle Zuschauer: 15.000 Schiedsrichter: Andrew Brace (Irland) |
| 22. April 2017 21:00 MESZ | Versuche: Lagrange 66. n.erh. Straftritte: James (3/5) 24., 40.+3', 62. | (6:6) Bericht | Versuche: Burns 58. erh. Erhöhungen: Burns (1/1) Straftritte: Burns (3/3) 8., 17., 55. | Stade Marcel-Deflandre, La Rochelle Zuschauer: 15.000 Schiedsrichter: Andrew Brace (Irland) |

| 23. April 2017 13:30 MESZ | Stade Français | 28 : 25        | Bath Rugby | Stade Jean-Bouin, Paris Zuschauer: 10.175 Schiedsrichter: John Lacey (Irland) |
| 23. April 2017 13:30 MESZ | Versuche: Doumayrou 11. n.erh. Plisson 47. erh. Pyle 77. erh. Erhöhungen: Plisson (2/3) Straftritte: Plisson (2/2) 4., 16. Dropgoals: Plisson (1/1) 79. | (11:6) Bericht | Versuche: Rokoduguni 62. erh. Fruean 67. n.erh. Stooke 70. erh. Erhöhungen: Ford (2/3) Straftritte: Ford (2/3) 9., 33. | Stade Jean-Bouin, Paris Zuschauer: 10.175 Schiedsrichter: John Lacey (Irland) |

### Finale
| 12. Mai 2017 20:00 WESZ | Gloucester Rugby                                                                              | 17 : 25         | Stade Français | Murrayfield Stadium, Edinburgh Zuschauer: 24.494 Schiedsrichter: John Lacey (Irland) |
| 12. Mai 2017 20:00 WESZ | Versuche: May 13. erh. Moriarty 78. erh. Erhöhungen: Burns (2/2) Straftritte: Burns (1/1) 21. | (10:10) Bericht | Versuche: Parisse 31. erh. Danty 56. n.erh. Doumayrou 70. erh. Erhöhungen: Plisson (1/2) Steyn (1/1) Straftritte: Plisson (1/2) 26. Steyn (1/2) 74. | Murrayfield Stadium, Edinburgh Zuschauer: 24.494 Schiedsrichter: John Lacey (Irland) |

| 15                 | Tom Marshall      |     |     |
| 14                 | Charlie Sharples  |     |     |
| 13                 | Matt Scott        | 61. |     |
| 12                 | Mark Atkinson     | 71. |     |
| 11                 | Jonny May         |     |     |
| 10                 | Billy Burns       |     |     |
| 09                 | Willi Heinz       | 32′ | 42. |
| 08                 | Ben Morgan        |     |     |
| 07                 | Lewis Ludlow      |     |     |
| 06                 | Ross Moriarty     |     |     |
| 05                 | Jeremy Thrush     | 74. |     |
| 04                 | Tom Savage        | 59. |     |
| 03                 | John Afoa         | 21. |     |
| 02                 | Richard Hibbard   | 72. |     |
| 01                 | Josh Hohneck      | 62. |     |
| Auswechselspieler: |                   |     |     |
| 16                 | Darren Dawidiuk   | 72. |     |
| 17                 | Yann Thomas       | 62. |     |
| 18                 | Paddy McAllister  | 21. |     |
| 19                 | Mariano Galarza   | 59. |     |
| 20                 | Freddie Clarke    | 74. |     |
| 21                 | Greig Laidlaw     | 42. |     |
| 22                 | Billy Twelvetrees | 61. |     |
| 23                 | Henry Trinder     | 71. |     |
| Trainer:           |                   |     |     |
| David Humphreys    |                   |     |     |

| 15                 | Hugo Bonneval        |     |     |
| 14                 | Waisea Vuidarvuwalu  |     |     |
| 13                 | Geoffrey Doumayrou   |     |     |
| 12                 | Jonathan Danty       | 72. |     |
| 11                 | Camara               |     |     |
| 10                 | Jules Plisson        | 66. |     |
| 09                 | Will Genia           | 69. |     |
| 08                 | Sergio Parisse       |     |     |
| 07                 | Jono Ross            |     |     |
| 06                 | Antoine Burban       | 58. |     |
| 05                 | Paul Gabrillagues    |     |     |
| 04                 | Hugh Pyle            | 66. |     |
| 03                 | Rabah Slimani        | 41. | 68. |
| 02                 | Rémi Bonfils         | 72. |     |
| 01                 | Heinke van der Merwe | 68. |     |
| Auswechselspieler: |                      |     |     |
| 16                 | Laurent Panis        | 72. |     |
| 17                 | Surab Shwania        |     |     |
| 18                 | Paul Alo-Emile       | 41. |     |
| 19                 | Willem Alberts       | 66. |     |
| 20                 | Raphaël Lakafia      | 58. |     |
| 21                 | Julien Dupuy         | 69. |     |
| 22                 | Morné Steyn          | 66. |     |
| 23                 | Jérémy Sinzelle      | 72. |     |
| Trainer:           |                      |     |     |
| Gonzalo Quesada    |                      |     |     |

## Statistik

### Meiste erzielte Versuche
Quelle: epcrugby.com
|    | Name              | Versuche | Verein                       |
| -- | ----------------- | -------- | ---------------------------- |
| 1. | Keelan Giles      | 7        | Ospreys                      |
| 2. | Paul Bonnefond    | 5        | Lyon Olympique Universitaire |
| 2. | Jonny May         | 5        | Gloucester Rugby             |
| 2. | Semesa Rokoduguni | 5        | Bath Rugby                   |
| 2. | Tom Varndell      | 5        | Bristol Rugby                |

### Meiste erzielte Punkte
|    | Name            | Punkte | Verein           |
| -- | --------------- | ------ | ---------------- |
| 1. | Dan Biggar      | 78     | Ospreys          |
| 2. | Steven Shingler | 70     | Cardiff Blues    |
| 3. | Brock James     | 63     | Stade Rochelais  |
| 4. | Jules Plisson   | 62     | Stade Français   |
| 5. | Billy Burns     | 52     | Gloucester Rugby |